# Coppa Italia di Serie B 2016-2017 (calcio a 5)
La Coppa Italia di Serie B 2016-2017 è stata la 19ª edizione della Coppa Italia di categoria, disputata con regolamento invariato rispetto all'edizione precedente. La fase finale, organizzata dalla società Maritime Futsal, si è giocata dal 17 al 19 marzo 2017 presso il PalaJonio di Augusta. Il testimonial della manifestazione è stato il calciatore Totò Schillaci.

## Formula
Il torneo si svolge in due fasi: i sedicesimi e gli ottavi di finale (1ª fase) si disputano in gara unica in casa della miglior classificata mentre quarti di finale, semifinali e finale (2ª fase) si giocano in una sede unica. Tutti gli incontri sono a eliminazione diretta.

## Squadre qualificate
Al torneo sono iscritte d'ufficio complessivamente trentadue squadre: le ventotto società classificatesi dal primo al quarto posto nei sette gironi e le quattro società meglio classificatesi tra le squadre classificate al 5º posto nei sette gironi, al termine del girone di andata.

### Prime classificate
| Girone A | Girone A       | Girone B | Girone B        | Girone C | Girone C     | Girone D | Girone D          | Girone E | Girone E          | Girone F | Girone F         | Girone G | Girone G     |
| 1ª       | Carmagnola     | 1ª       | Carrè Chiuppano | 1ª       | Leonardo     | 1ª       | Porto San Giorgio | 1ª       | Lido di Ostia     | 1ª       | Isernia          | 1ª       | Maritime     |
| 2ª       | L84            | 2ª       | Fenice          | 2ª       | Ossi         | 2ª       | Civitella         | 2ª       | Brillante Torrino | 2ª       | Giovinazzo       | 2ª       | Real Cefalù  |
| 3ª       | Saints Pagnano | 3ª       | Villorba        | 3ª       | Montecalvoli | 3ª       | Angelana          | 3ª       | Mirafin           | 3ª       | Barletta Futsal  | 3ª       | Odissea 2000 |
| 4ª       | Sestu          | 4ª       | Faventia        | 4ª       | Bagnolo      | 4ª       | Todi              | 4ª       | Gymnastic Studio  | 4ª       | Atletico Cassano | 4ª       | Real Rogit   |

### Quinte classificate
La determinazione delle quattro società meglio classificatesi tra le quinte, sarà effettuata tenendo conto nell'ordine:
- Del valore medio[5] dei punti conseguiti al termine del girone di andata;
- Del valore medio[5] della differenza fra reti segnate e subite al termine del girone di andata;
- Del miglior valore medio[5] di gol segnati al termine del girone di andata;
- Del minor valore medio[5] di reti subite al termine del girone di andata;
- Del maggior valore medio[5] del numero di vittorie realizzate al termine del girone di andata;
- Del minor valore medio[5] del numero di sconfitte subite al termine del girone di andata;
- Del maggior valore medio[5] del numero di vittorie esterne ottenute al termine del girone di andata;
- Del minor valore medio[5] del numero di sconfitte interne subite al termine del girone di andata;
- Del sorteggio.

| Girone | Squadra           | Pt | Pt*   | G  | V | N | P | GF | GF*   | GS | GS*   | DR  | DR*    |
| ------ | ----------------- | -- | ----- | -- | - | - | - | -- | ----- | -- | ----- | --- | ------ |
| A      | Lecco             | 25 | 1.923 | 13 | 8 | 1 | 4 | 55 | 4.231 | 44 | 3.385 | +11 | +0.846 |
| B      | Città di Mestre   | 21 | 1.615 | 13 | 6 | 3 | 4 | 47 | 3.615 | 33 | 2.538 | +14 | +1.077 |
| C      | Bulls San Giusto  | 21 | 1.615 | 13 | 6 | 3 | 4 | 41 | 3.154 | 28 | 2.154 | +13 | +1.000 |
| D      | Porto San Giorgio | 21 | 1.615 | 13 | 6 | 3 | 4 | 54 | 4.154 | 51 | 3.923 | +3  | +0.231 |
| E      | Saviano           | 20 | 1.538 | 13 | 6 | 2 | 5 | 59 | 4.538 | 58 | 4.462 | +1  | +0.077 |
| F      | C.M.B.            | 23 | 1.769 | 13 | 7 | 2 | 4 | 79 | 6.077 | 58 | 4.462 | +21 | +1.615 |
| G      | Paola             | 17 | 1.417 | 12 | 5 | 2 | 5 | 35 | 2.917 | 46 | 3.833 | -11 | -0.917 |

## Sedicesimi di finale
Gli accoppiamenti sono disposti dalla Divisione Calcio a 5 ed effettuati, per quanto possibile, secondo il criterio di vicinorietà. La determinazione delle società meglio classificata, che disputerà l'incontro in casa, sarà effettuata tenendo conto dei medesimi criteri adottati per le quinte classificate. Al termine della gara risulta vincente la squadra che avrà ottenuto il maggior punteggio. In caso di parità al termine della gara si giocheranno due tempi supplementari di 5 minuti ciascuno. Qualora anche al termine dei tempi supplementari le squadre risultassero in parità si procederà all’effettuazione dei tiri di rigore. Gli incontri si sono disputati tra martedì 17 gennaio e martedì 31 gennaio 2017. In contrasto con la Divisione Calcio a 5 per via del sorteggio, la società Bulls San Giusto ha depositato rinuncia di partecipazione alla competizione.
| Squadra 1         | Risultato | Squadra 2        |
| ----------------- | --------- | ---------------- |
| Carmagnola        | 2-3       | Lecco            |
| L84               | 2-3       | Saints Pagnano   |
| Leonardo          | 2-3       | Sestu            |
| Ossi              | n.d.      | Bulls San Giusto |
| Carrè Chiuppano   | 5-1       | Città di Mestre  |
| Fenice            | 4-1       | Bagnolo          |
| Villorba          | 7-2       | Faventia         |
| Porto San Giorgio | 5-2       | Todi             |
| Civitella         | 6-4       | Angelana         |
| Lido di Ostia     | 7-2       | Montecalvoli     |
| Brillante Torrino | 7-3       | Mirafin          |
| Isernia           | 5-2       | Gymnastic Studio |
| Giovinazzo        | 2-6       | C.M.B.           |
| Barletta Futsal   | 5-3       | Atletico Cassano |
| Maritime          | 7-0       | Real Rogit       |
| Real Cefalù       | 3-2 (dts) | Odissea 2000     |

## Ottavi di finale
Gli accoppiamenti sono disposti dalla Divisione Calcio a 5 ed effettuati, per quanto possibile, secondo il criterio di vicinorietà. La determinazione delle società meglio classificata, che disputerà l'incontro in casa, sarà effettuata tenendo conto dei medesimi criteri adottati per le quinte classificate. Al termine della gara risulta vincente la squadra che avrà ottenuto il maggior punteggio. In caso di parità al termine della gara si giocheranno due tempi supplementari di 5 minuti ciascuno. Qualora anche al termine dei tempi supplementari le squadre risultassero in parità si procederà all’effettuazione dei tiri di rigore. Gli incontri si sono disputati martedì 14 e mercoledì febbraio 2017.
| Squadra 1         | Risultato | Squadra 2         |
| ----------------- | --------- | ----------------- |
| Saints Pagnano    | 6-5       | Lecco             |
| Ossi              | 8-1       | Sestu             |
| Carrè Chiuppano   | 4-2       | Fenice            |
| Porto San Giorgio | 8-4       | Villorba          |
| Lido di Ostia     | 2-3       | Brillante Torrino |
| Isernia           | 7-6 (dts) | Civitella         |
| Barletta Futsal   | 4-2       | C.M.B.            |
| Maritime          | 30-0      | Real Cefalù       |

## Fase finale

### Regolamento
Il torneo prevede gare ad eliminazione diretta di sola andata. Qualora, alla fine dei tempi regolamentari, le gare valevoli per i quarti di finale e/o le gare di semifinale, si concludano con un risultato di parità, la vincente verrà determinata dai tiri di rigore. Limitatamente alla gara di finale, in caso di parità al termine del tempo regolamentare, verranno disputati due tempi supplementari di 5 minuti ciascuno. Il sorteggio del tabellone della final eight si è tenuto il 24 febbraio 2017 a Roma presso la sede della Divisione Calcio a 5.

### Tabellone
|  | Quarti di finale | Quarti di finale  | Quarti di finale |                 |                   | Semifinali        | Semifinali | Semifinali |  |  | Finale | Finale | Finale |  |
|  |                  |                   |                  |                 |                   |                   |            |            |  |  |        |        |        |  |
|  | 3A               | Saints Pagnano    | 2                |                 |                   |                   |            |            |  |  |        |        |        |  |
|  | 3A               | Saints Pagnano    | 2                |                 |                   |                   |            |            |  |  |        |        |        |  |
|  | 2E               | Brillante Torrino | 3                |                 |                   |                   |            |            |  |  |        |        |        |  |
|  | 2E               | Brillante Torrino | 3                |                 | Brillante Torrino | Brillante Torrino | 3          |            |  |  |        |        |        |  |
|  |                  |                   |                  |                 | Brillante Torrino | Brillante Torrino | 3          |            |  |  |        |        |        |  |
|  |                  |                   | Barletta Futsal  | Barletta Futsal | 5                 |                   |            |            |  |  |        |        |        |  |
|  | 3F               | Barletta Futsal   | Barletta Futsal  | Barletta Futsal | 5                 | 7                 |            |            |  |  |        |        |        |  |
|  | 3F               | Barletta Futsal   |                  |                 |                   |                   |            |            |  |  |        |        |        |  |
|  | 2C               | Ossi              | 4                |                 |                   |                   |            |            |  |  |        |        |        |  |
|  | 2C               | Ossi              | 4                |                 | Barletta Futsal   | Barletta Futsal   | 1          |            |  |  |        |        |        |  |
|  |                  |                   |                  |                 |                   |                   |            |            |  |  |        |        |        |  |
|  |                  |                   | Maritime         | Maritime        | 5                 |                   |            |            |  |  |        |        |        |  |
|  | 1B               | Carrè Chiuppano   | Maritime         | Maritime        | 5                 | 3                 |            |            |  |  |        |        |        |  |
|  | 1B               | Carrè Chiuppano   |                  |                 |                   |                   |            |            |  |  |        |        |        |  |
|  | 1F               | Isernia           | 7                |                 |                   |                   |            |            |  |  |        |        |        |  |
|  | 1F               | Isernia           | 7                |                 | Isernia           | Isernia           | 1          |            |  |  |        |        |        |  |
|  |                  |                   |                  |                 | Isernia           | Isernia           | 1          |            |  |  |        |        |        |  |
|  |                  |                   | Maritime         | Maritime        | 8                 |                   |            |            |  |  |        |        |        |  |
|  | 1D               | Porto San Giorgio | Maritime         | Maritime        | 8                 | 0                 |            |            |  |  |        |        |        |  |
|  | 1D               | Porto San Giorgio |                  |                 |                   |                   |            |            |  |  |        |        |        |  |
|  | 1G               | Maritime          | 6                |                 |                   |                   |            |            |  |  |        |        |        |  |

### Risultati

#### Quarti di finale
| Arbitri: | Daniel Borgo (Schio) Gianfrancesco Sorci (Pesaro) |
| Crono:   | Marco Lupo (Palermo)                              |

|                                 |           |                                           |
| Zaninetti 36'45'’ Costa 39'28'’ | Marcatori | 9'50'’, 18'21'’ Gallinica 22'50'’ Fantini |

| Arbitri: | Vincenzo Cammarano (Nichelino) Alessandro Ghetti (Bologna) |
| Crono:   | Pasquale Caruso (Messina)                                  |

|                                                                                             |           |                                               |
| Medina 0'58'’, 17'47'’ Calamita 11'35'’, 26'07'’, 36'42'’ Pagnussatt 17'08'’ García 21'50'’ | Marcatori | 10'19'’ Luan 23'53'’, 35’ Dulcis 23'53'’ Luiu |

| Arbitri: | Michele Iannone (Nocera Inferiore) Paolo Lapenta (Moliterno) |
| Crono:   | Francesco Amato (Ragusa)                                     |

|                                                             |           | |
| Rossi 24'03'’ Gallon 30'23'’ (aut.) Pedrinho 36'59'’ (t.l.) | Marcatori | 0'32'’, 35'26'’ Rafinha 5'33'’ Bidinotti 16'19'’ (rig.), 38'43'’ Bico 34'02'’ Gallon 39'09'’ Gigliofiorito |

| Arbitri: | Giampiero Turano (Roma 2) Davide De Ninno (Foggia) |
| Crono:   | Francesco Paolo Buscemi (Enna)                     |

|  |           |                                                                                  |
|  | Marcatori | 12'38'’, 20'31'’ Lemine 18'52'’, 33'26'’ Zanchetta 24'33'’ Guedes 36'22'’ Dalcin |

#### Semifinali
| Arbitri: | Tullio Graziano (Palermo) Fabio Maria Malandra (Avezzano) Fabio Alfio Sfilio (Acireale) |
| Crono:   | Michele Schillaci (Enna)                                                                |

|                                          |           |                                                                    |
| Gallinica 22'17'’ Cerri 25'35'’, 25'53'’ | Marcatori | 7'21'’, 26'56'’, 37'13'’ Medina 36'05'’ García 39'46'’ Mastrorilli |

| Arbitri: | Paolo De Lorenzo (Brindisi) Simone Zanfino (Agropoli) Carlo Cilia (Caltanissetta) |
| Crono:   | Bartolomeo Burletti (Ragusa)                                                      |

|               |           | |
| Melfi 37'37'’ | Marcatori | 7'03'’, 34'49'’ Spampinato 8'06'’ Lemine 16'49'’, 21'07'’, 24'02'’ Zanchetta 31'37'’ Braga 33'48'’ Follador |

#### Finale
| Arbitri: | Alex Iannuzzi (Roma 1) Federico Beggio (Padova) Massimo Seminara (Palermo) |
| Crono:   | Fabio Rocco De Pasquale (Marsala)                                          |

| |            | |
| Caggia 14'41'’ | Marcatori  | 2'42'’, 24'25'’ Zanchetta 3'33'’, 14'30'’, 37'44'’ Spampinato |
| · Leopoldo Mastrorilli · Alexis Otero · Gabriel Medina · Miguel García · Giovani Pagnussatt · Pietro Fiorentino · Bruno Franchi · Giuseppe Calamita · Vincenzo Mancini · Davide Amato · Roberto Caggia · Elio Achille | Formazioni | · Carlos Dal Cin · Davide Spampinato · Éverton · Márcio Zanchetta · Alejandro Lemine · Giorgio Abate · Pedro Guedes · Eric Da Silva · Filipe Follador · Luca Tuttobene · Lucas Braga · Eduardo Dalcin |
| Leonardo Ferrazzano | Allenatori | Miki |

## Classifica marcatori
Di seguito, la classifica dei marcatori della fase finale:
| Gol |  |  | Giocatore            | Squadra           |
| --- |  |  | -------------------- | ----------------- |
| 7   |  |  | Márcio Zanchetta     | Maritime          |
| 5   |  |  | Gabriel Medina       | Barletta Futsal   |
| 5   |  |  | Davide Spampinato    | Maritime          |
| 3   |  |  | Giuseppe Calamita    | Barletta Futsal   |
| 3   |  |  | Alessandro Gallinica | Brillante Torrino |
| 3   |  |  | Alejandro Lemine     | Maritime          |

| Gol |  |  | Giocatore      | Squadra           |
| --- |  |  | -------------- | ----------------- |
| 2   |  |  | Federico Cerri | Brillante Torrino |
| 2   |  |  | Andrea Dulcis  | Ossi              |
| 2   |  |  | Miguel García  | Barletta Futsal   |
| 2   |  |  | Bico Pelentir  | Isernia           |
| 2   |  |  | Rafinha        | Isernia           |